# 東貝克斯菲爾德 (加利福尼亞州)
東貝克斯菲爾德（英語：East Bakersfield）是位於美國加利福尼亞州克恩縣的一個非建制地區。該地的面積和人口皆未知。

## 地理
東貝克斯菲爾德的座標為35°23′12″N 118°58′38″W / 35.38667°N 118.97722°W，而該地的平均海拔高度為151米（即495英尺）。